# Saropogon coquilletti
Saropogon coquilletti là một loài ruồi trong họ Asilidae. Saropogon coquilletti được Back miêu tả năm 1909. Loài này phân bố ở vùng Tân Bắc giới.